# Верьер (Арденны)
Верье́р (фр. Verrières) — коммуна во Франции, находится в регионе Шампань — Арденны, в департаменте Арденны. Входит в состав кантона Ле-Шен и округа Вузье.
Код INSEE коммуны — 08471.
Коммуна расположена приблизительно в 200 км к востоку от Парижа, в 75 км северо-восточнее Шалон-ан-Шампани, в 33 км к югу от Шарлевиль-Мезьера.

## Население
Население коммуны на 2008 год составляло 35 человек.
| 1962 | 1968 | 1975 | 1982 | 1990 | 1999 | 2008 |
| ---- | ---- | ---- | ---- | ---- | ---- | ---- |
| 51   | 60   | 51   | 40   | 31   | 31   | 35   |

## Администрация
| Период | Период | Фамилия        | Партия | Должность |
| ------ | ------ | -------------- | ------ | --------- |
| 2001   | 2008   | Робер Ли       |        |           |
| 2008   |        | Мартин Вернель |        |           |

## Экономика
В 2007 году среди 22 человек в трудоспособном возрасте (15—64 лет) 13 были экономически активными, 9 — неактивными (показатель активности — 59,1 %, в 1999 году было 75,0 %). Из 13 активных работали 13 человек (7 мужчин и 6 женщин), безработных не было. Среди 9 неактивных 4 человека были учениками или студентами, 2 — пенсионерами, 3 были неактивными по другим причинам.